# Megalit

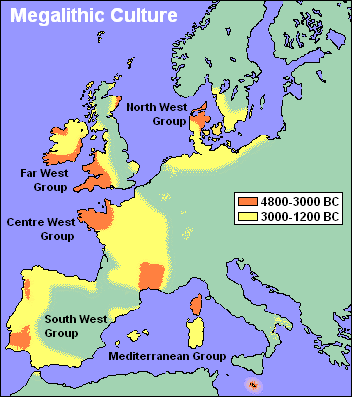
Vývoj evropské megalitické kultury

Megalit (z řečtiny, mega – velký, lithos – kámen) souhrnně označuje objekty z velkých, neopracovaných, nebo nahrubo opracovaných balvanů, budované pravěkými lidmi. Sloužily účelu pohřebnímu, kultovnímu, astronomickému, případně chronologickému. Vyskytují se nejvíce v západní a severní Evropě a ve Středomoří, obdobné stavby lze ovšem nalézt po celé Zemi. Byly budovány od neolitu až do střední doby bronzové, jejich vznik ale nesouvisí s jednou konkrétní etnickou skupinou, či kulturou. Nejznámější megalitickou stavbou na světě je Stonehenge.

## Výskyt
Klasické megalitické monumenty se ponejvíce vyskytují na britských ostrovech, na evropském kontinentě pak v asi tři sta kilometrů širokém pásu, táhnoucím se podél pobřeží od Středomoří až po Baltské moře, a ve Skandinávii. V oblasti mezi řekami Rýn a Labe zasahují hluboko do střední Evropy. 
Megality najdeme také v severní Africe, na Předním a Dálném východě, Indickém poloostrově, v Severní i Jižní Americe nebo na pacifických ostrovech.

## Megalitická kultura
Ucelená megalitická kultura neexistovala, dnes je tímto slovním spojením nepřesně označována řada vzájemně nesouvisejících kultur z období neolitu, eneolitu, chalkolitu a doby bronzové, jejichž jediným společným znakem jsou pouze stavby, budované převážně z velikých kamenných kvádrů a bloků. Proto je nemožné vymezit ucelený kulturní megalitický okruh. Dosvědčují to i archeologické nálezy z různých období i kultur, nejčastější jsou nálezy z období kultury se zvoncovitými poháry.

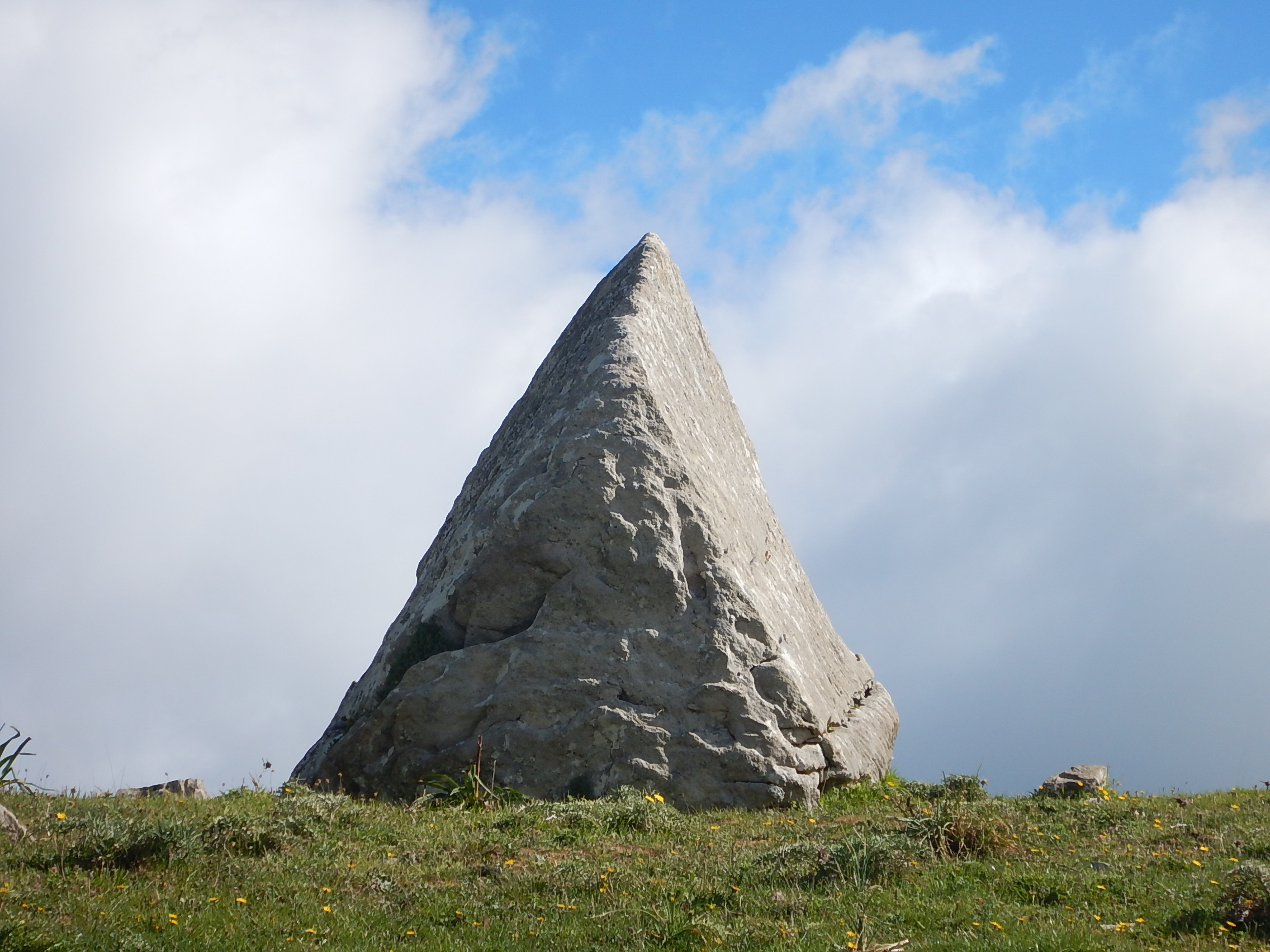
Trojúhelníkový megalit, Fondachelli-Fantina, Sicílie

Vymezení megalitického okruhu, bez ohledu na společné prvky jednotlivých staveb, není jednoznačné. Badatelé jejich jednotný původ nepotvrdili. Neexistovala žádná megalitická rasa coby univerzální nositelka megalitické kultury, ani megalitické náboženství, jakkoli nelze vyloučit souvislost s určitými okruhy kultických představ, případně rituálů, zahrnujících společné pohřby. Megality nejspíš vznikaly samostatně, pravděpodobně jako ideologický prostředek konkurenčního zápasu o životní prostor mezi migrujícími pastevci a starousedlými zemědělci.
Megality stavěly v různých dobách různé kultury za různým účelem, přesto se zdá, že všechny lidské skupiny v určitém období své dějinné existence stavěly z velkých kamenů. Lze se o tom přesvědčit při zkoumání vývoje megalitických staveb.
Megality jsou badateli považovány za první monumentální architekturu a jeden z mezníků ve vývoji umění. Badatelé však nepopírají existenci souběžné a zřejmě i mnohem starší megaxylické (dřevěné) architektury (dlouhá mohyla u Března), jíž neznají vzhledem k tomu, že se dřevo jako organický materiál většinou nezachovalo.

## Osobnosti výzkumu

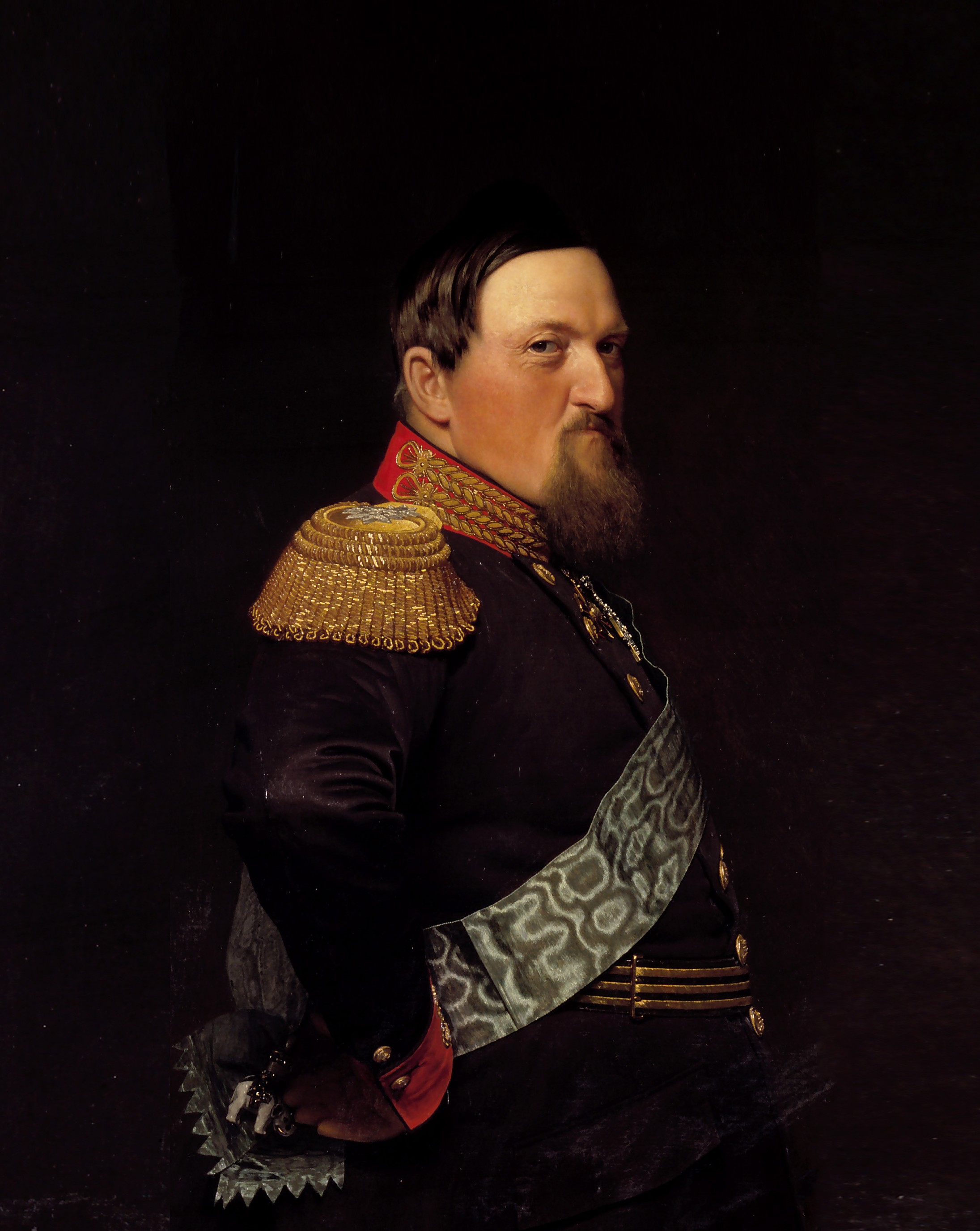
Dánský král a archeolog Frederik VII.

Jednou z prvních osobností, které se zabývaly megality, patří dánský král Frederik VII., jenž byl amatérský archeolog. Zpracoval roku 1857 přednášku, nazvanou O stavbě obřích postelí v pravěku. Vyšla tiskem, dočkala se deseti vydání v sedmi světových jazycích a přeložena byla roku 1859 i do češtiny, dokonce dřív, než do němčiny. Překlad byl otisknut v časopise Památky archeologické. Popsal techniky práce kameníků a dělníků v lomech té doby. Psal o vztyčování podpor, usazení stropního balvanu pomocí válců a rampy. Dokonce shromáždil údaje, jak správně štěpit kámen za pomoci vody a ohně, případně, jak velké bloky přesouvat za pomoci válců a dřevěných kolejnic. Moderní věda na jeho závěrech mnoho nezměnila.
Dalším známým megalitickým badatelem je Alexander Thom, nikoli však archeolog, ale technik. Ten, již na penzi, prozkoumal desítky půdorysů megalitických staveb a dospěl k závěru, že stavitelům byl znám nejen princip Pythagorovy věty, ale že používali i normativní délkové měrné jednotky, které nazval MY, tj. megalitický yard o délce 82,93 cm. Postupně vypočetl megalitické sáhy, coule, pruty a další. Přesnost výpočtů je ovšem zdánlivá a má souvislost s délkou průměrného lidského kroku.
Neolitickým inženýrstvím a především Stonehenge se zabýval v 50. a 60. letech 20. století oxfordský profesor Richard John Copland Atkinson. Megalitům se věnoval Američan irského původu Martin Brennan, který vystudoval obor vizuální komunikace na Prattově institutu a experimentálně během zhruba deseti let ověřil astronomické a kalendářní funkce irských megalitů v údolí Bóinne (Boyne walley), především Newgrange.
Z českých badatelů lze zmínit historika a archeologa Karla Sklenáře, antropologa Jaroslava Malinu a technologického experimentátora Pavla Pavla.

## Technologie stavby
Mytologie pozdějších dob spojuje megalitické stavby s nadpřirozenými bytostmi, bohy nebo obry, případně s mimozemšťany.
Pravěký člověk měl k dispozici dva druhy kamenného staviva, jednak eratické (bludné) případně i zvětráváním vzniklé balvany, jednak deskovité, štípáním nalámané bloky hornin. Nejčastějším materiálem je žula, rula, pískovec a vápenec. Lidé získávali materiál nejen z místních zdrojů, ale i z nalezišť, vzdálených desítky, či stovky kilometrů. K dopravě využívali vodní toky a plochy. Pokud neměli žádné v dosahu, musela nastoupit volská a lidská síla. Užívali podklady, smykování, vlečení na saních a podobně. Tento postup ovšem vyžadoval značné úsilí. Například stropní blok chodbového hrobu v Gavrinis v Bretani je z doleritu, který se na ostrůvku nevyskytuje a musel sem být dopraven z velké vzdálenosti. Později, když chtěli Saumurští použít jako můstek přes potok stropní desku z komory v nedalekém Bagneux, táhlo ji na dubových válcích osmnáct volů.

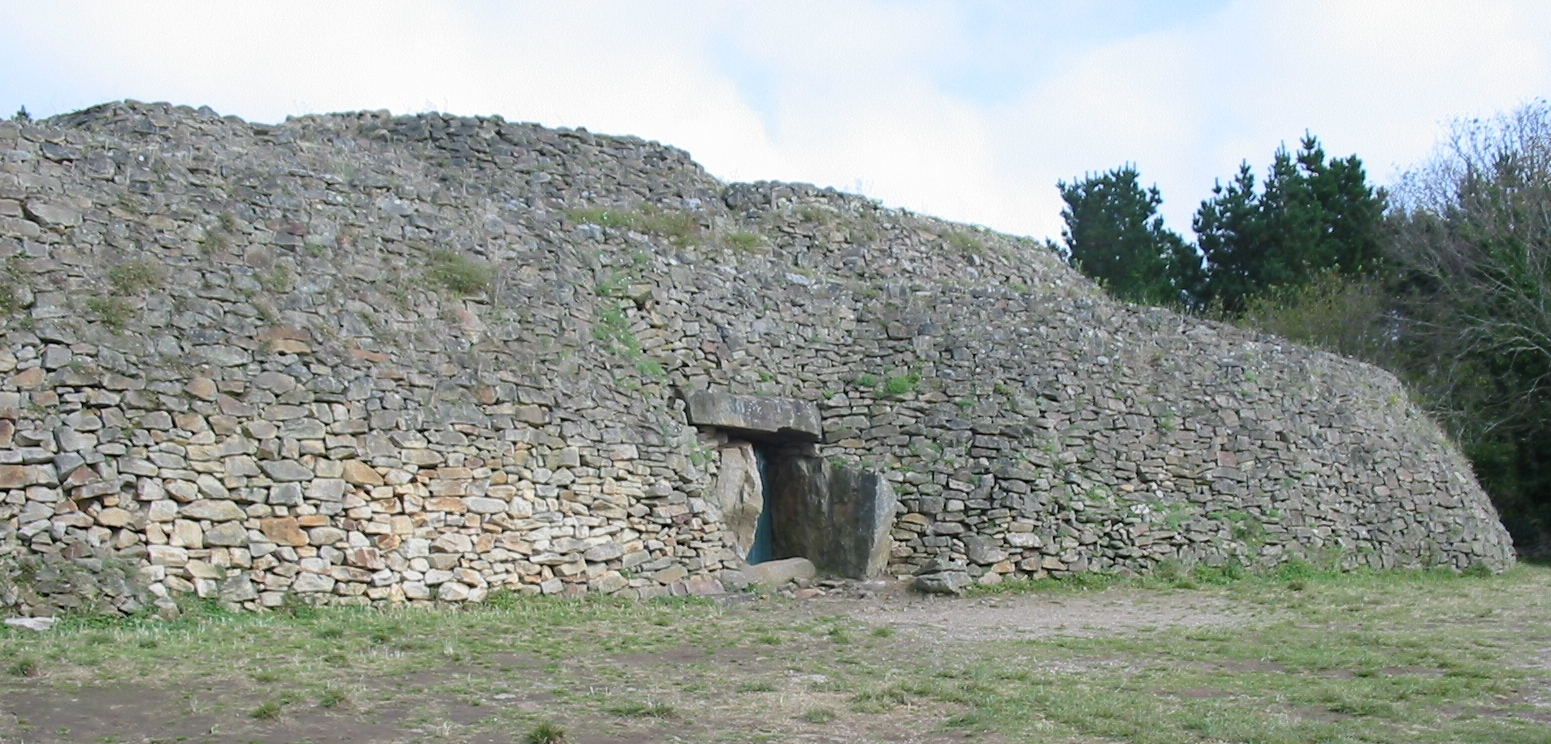
Gavrinis (Bretaň) - mohylový hrob

Ke stavbě megalitů bylo potřeba velké množství lidských i surovinových zdrojů, nezřídka dopravovaných na velké vzdálenosti, což nabízí možnosti jejich zkoumání z hlediska environmentálního, etnologického, případně i z hlediska socioekonomických vztahů té doby. Logicky tak musely představovat středobod veškerého dění v místě svého vzniku. Je pravděpodobné, že obří stavba natolik vyčerpala možnosti regionu, či budovatelské skupiny, že to nakonec vedlo ke kolapsu a rozsáhlým společenským otřesům a lokálním revoltám. Stejně tak mohlo být budování megalitů základem ekonomické prosperity regionu, postavené například na kultu samotném.
Samotná stavba a vztyčování jsou zahaleny otázkami. Existuje několik výkladů, z nichž nejpravděpodobnější vyplývá z nálezu nedokončené komory na ostrově Jersey v Normandii. Obvodové kameny jsou vztyčeny, ale vnitřek komory je dosud zasypán hlínou, která je i zvenčí přisypána tak, aby tvořila nakloněnou plochu, využitelnou jako šikmá rampa. Na svahu rampy leží balvan nasunutý tak, že překrývá jen polovinu komory. Vše působí dojmem, jakoby prehistoričtí dělníci opustili stavbu uprostřed práce. Pokud by se ale vrátili, zřejmě by vzali sochory a jako páky by je podložili pod balvan a tlakem směrem nahoru jej nasunuli na své místo. Nakonec by vybrali hlínu z komory, kamením vyklínovali mezery mezi podporami, vrcholy a stropem a případná hrobka by byla hotova, pokud ji tedy neplánovali zasypat jako mohylu. Vztyčování mohli stavitelé provádět i podhrabáváním menhiru, který se tak postupně, jak se propadal do jámy, vztyčoval. Jeho zvedání napomáhala lana, kůly a sochory. Nález tak dokázal to, co popsal král Frederik VII. roku 1857, když se snažil objasnit, proč mají ve většině případů dlouhé mohyly excentricky umístěné komory. Ostatně, obdobnou metodu používali i Egypťané.

## Druhy megalitů
Megality se dělí do dvou základních typových skupin. Jednak jde o jednotlivé kameny, vztyčené v krajině samostatně či do formací (kruhy, linie, menhiry), jednak o vázané stavby, sestavené z na sebe kladených, velkých kamenů (dolmen, trilit, komorové stavby).
Některé stavby kombinují megalitickou techniku s jinou, nazývány jsou megaxylické, v megadendrických je kámen nahrazen dřevem.
Vázané a komorové stavby

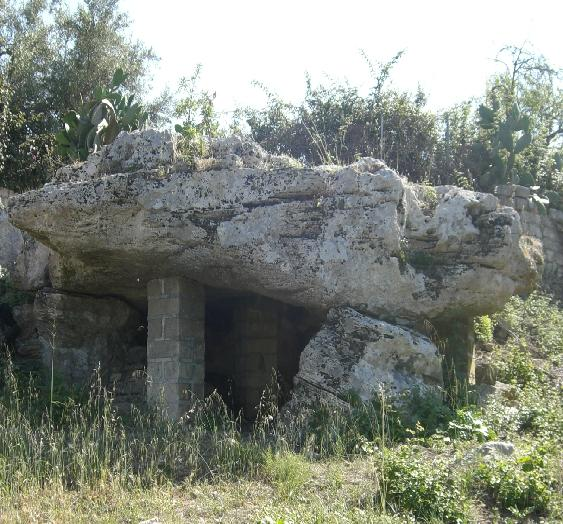
Avola (Sicílie) - dolmen

- Avola (Sicílie) - dolmenDolmen (z jazyka gaelština: dol – stůl, men – kámen) – několik vztyčených kamenů s vodorovným překladem z velkých nepravidelných kamenných bloků, zpravidla gigantických rozměrů, které uzavírají komoru. Jsou známé portálové dolmeny, či vchodové hroby apod. Dolmen de la Creu de Falibe stojí nedaleko Saint-Michel-de Llotes ve Francii, obklopuje ho kamenná drť do vzdálenosti asi 15 metrů, ohrazená cca 70 cm vysokými balvany. Velkodolmen se nachází v Klein Gornow v Meklenbursku, jiný dolmen se nachází v ruském Krasnodarsku nebo na německé Rujáně, známý je dolmen Menga ve Španělsku. Množství dolmenů je i na Korejském poloostrově - v Kočchangu, Haosunu a Kanghwa,
- Demidolmen – tvořeny dvěma kameny, jeden konec delšího leží na zemi, druhý na vedlejším kameni. Podobné, tvořené překlady z žulových, hrubě opracovaných desek, se nacházejí v Pembrokeshire, v jihozápadním cípu Walesu.

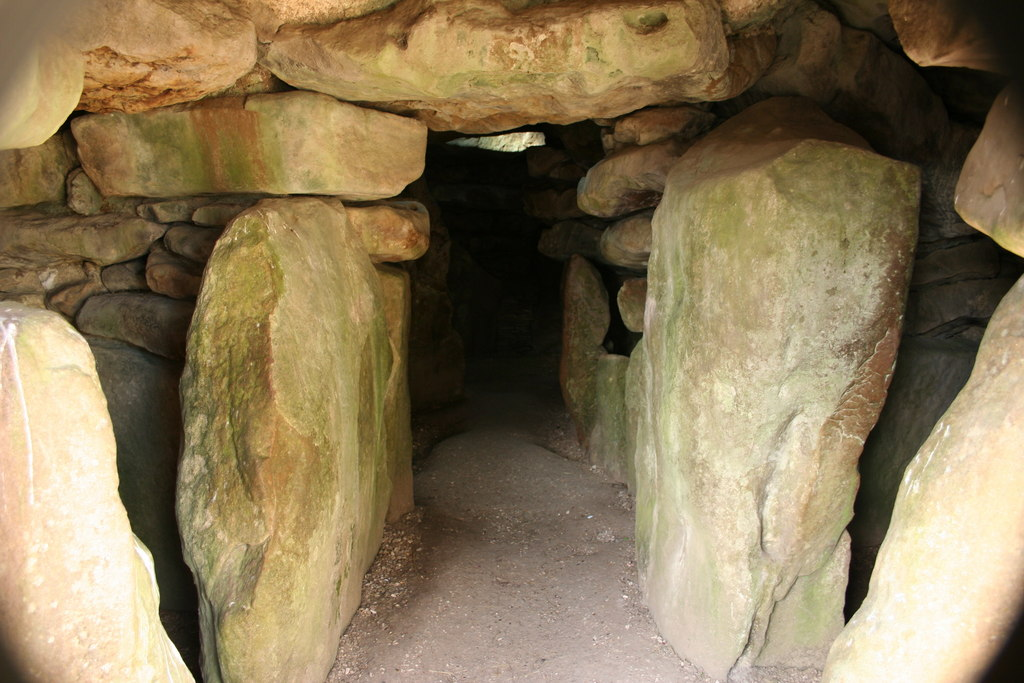
West Kennett Long Barrow - vstup do komorového hrobu

- West Kennett Long Barrow - vstup do komorového hrobuTrilit (z řečtiny, tri – tři, lithos – kámen, doslovně tříkámen, trojkámen) – dva opracované pilíře s kamenným překladem spojené žlaby a čepy. Trilit vytvořil základní architektonický systém, architrávový, tj. dva pilíře s vodorovným překladem. Nacházejí se v Bretani, tvoří také část Stonehenge.
- Skříňkový hrob – komora vytvořená podobnou konstrukcí jako dolmen, ale zapuštěná do země, nachází se například v Trstěnicích[zdroj?]
- Chodbový hrob – komora vytvořená podobnou konstrukcí jako dolmen, zapuštěná do země a k ní byla připojena dlouhá přístupová chodba. Jde o velmi častou konstrukci, známý je např. bretaňský Table de Marchands u Carnacu, nebo Gillhög ve Švédsku.
- Galeriový hrob – komora vytvořená podobnou konstrukcí jako dolmen, zapuštěná do země, svým tvarem je podobná chodbě, ve stěnách má boční komůrky, či okénka, tzv. galerie. Příkladem je Maeshowe na Orknejích.
- Transeptová komora – komora vytvořená podobnou konstrukcí jako dolmen, zapuštěná do země, svým tvarem je podobná chodbě o složitém půdorysu, skládá se z osové chodby s příčnými komorami. Nachází se například ve West Kennet u Avebury v Anglii.
- Komorový komplex – několik dolmenů, vytvořených z mohutných monolitických ortostatů, kladených buď užší stranou vedle sebe, aby vznikla stěna, nebo naležato, širší stranou na sebe, aby tvořily překlady vchodů, případně svrchní zakončení stěn. Příkladem jsou neolitické Chrámy na Maltě (Mnajdra na jižním pobřeží ostrova), nebo Mykény doby bronzové.
- Ochranné opevnění (fortifikace) z velkých kamenných bloků, naskládaných na sebe, aby chránily vybrané místo před útokem, například Mykény v Řecko, anebo opevnění na Sardinii, tzv. nuraghi. (Nuraghe Losa). Nejzajímavější se nacházejí mimo evropský kontinent, především v Latinské Americe (Ollantaytambo a Saksaq Waman, Peru, anebo Tiwanaku v Bolívii).

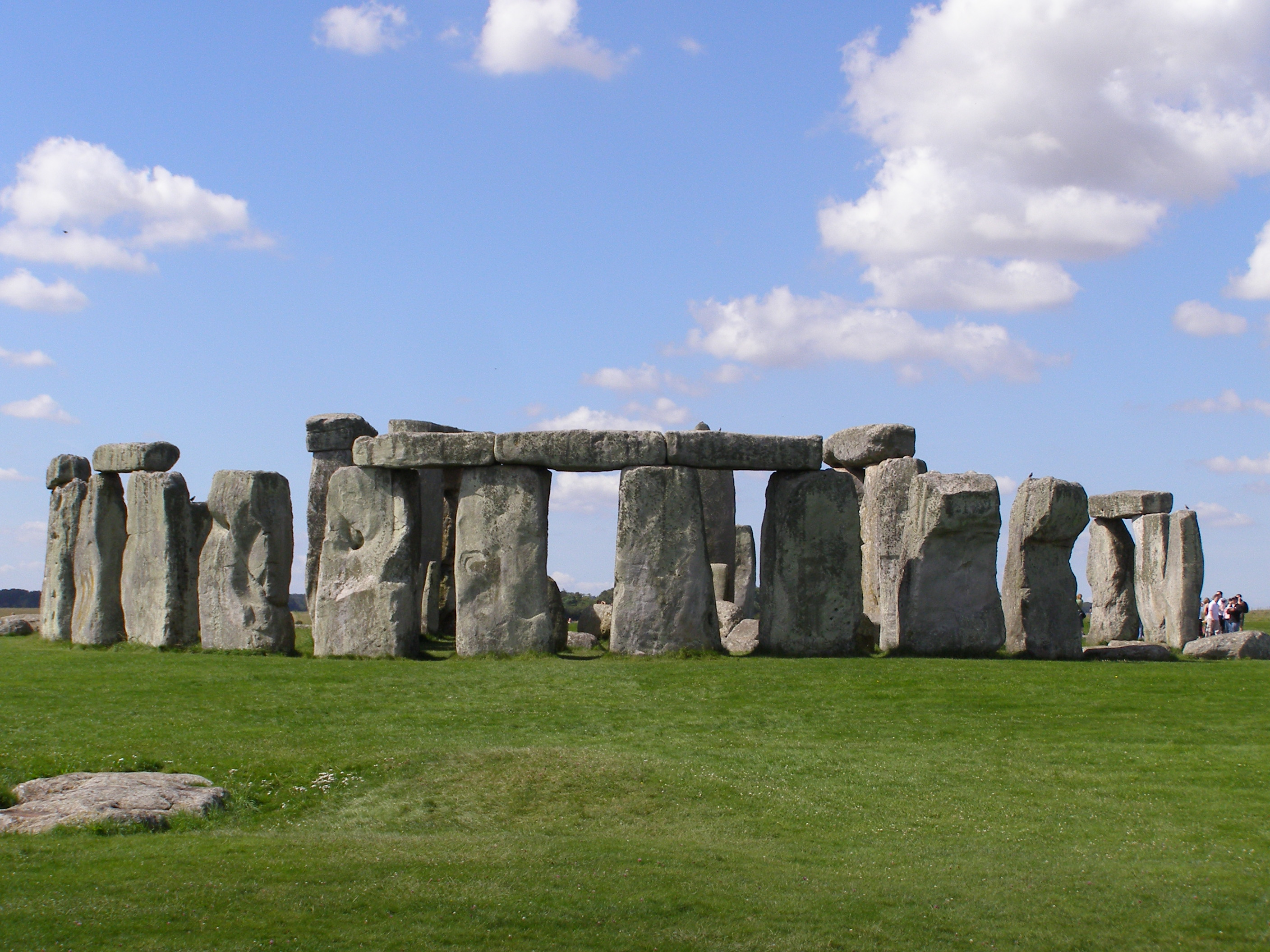
Stonehenge

Megality (vázané i volné) vztyčené v kruhu
- Henge (též považován obecně za rondel) – kruhová formace, tvořená trility, případně trility a menhiry, obklopená valem, nebo i příkopem na vnější straně, které protínají obvykle 4 průchody. Val může a nemusí být doplněn dalším kamenným kruhem. Nejznámějším zástupcem je komplex menhirů a kamenných kruhů, nacházející se na Salisburské pláni asi 13 km severně od městečka Salisbury v Jižní Anglii, zvaný Stonehenge.

- Kromlech, či cromlech (z gaelštiny "crom" – křivý, "lech" – kámen), také někdy považován za druh rondelu – formace vztyčených kamenů, menhirů, okrouhlého půdorysu. Může mít tvar kruhu, oválu, elipsy, ale i neúplného kruhu nebo jen polokruhu. Zvláštním typem kromlechu jsou skotské kruhy s ležatým kamenem. Klasický kromlech se vyskytuje třeba na severu Anglie v Castlerigg, poblíž Keswicku. Monumentální kameny, tvořící kromlech Brodgar, se nacházejí na Orknejích.

Megality volně vztyčené v liniích

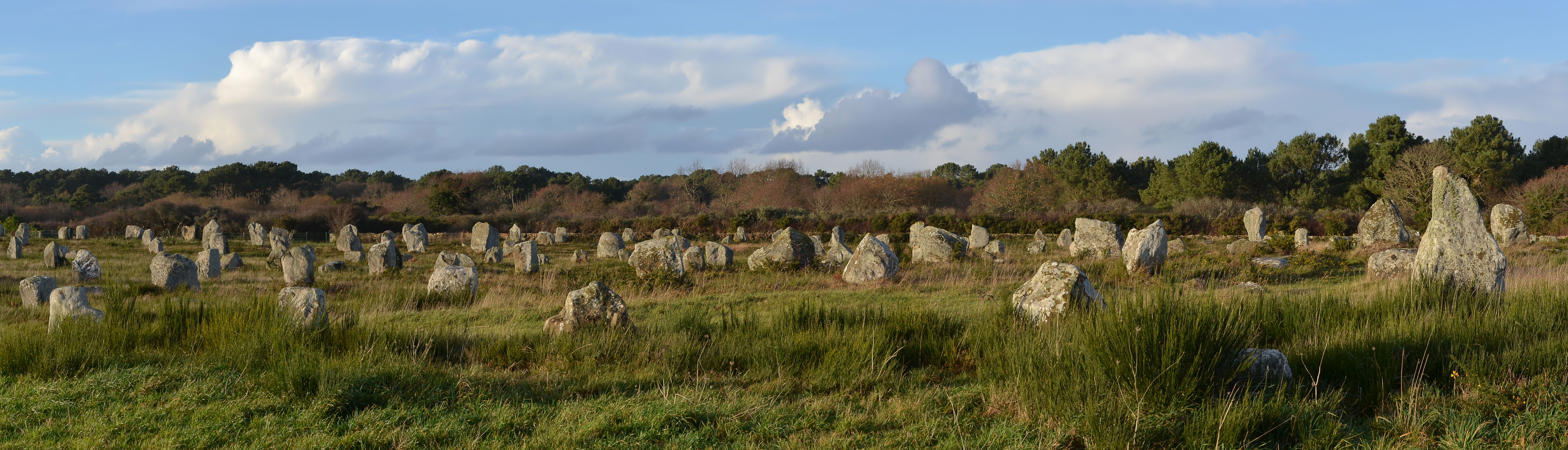
Kamenné řady v Carnacu (Bretaň)

- Kamenné řady (aligments) – skupina menhirů vztyčených na půdorysu přímky. Nejznámější megalitické řady se nachází v jižní Bretani u Carnacu, tvoří je téměř 6000 menhirů na ploše 400 hektarů, rozestavěných v souběžných či vějířovitých řadách v délce asi 1 km. Obdobné formace vztyčených balvanů, Kounovské řady, se v Česku nacházejí u Kounova v přírodním parku Džbán. Tvoří je celkem 14 rovnoběžných, až 450 metrů dlouhých řad, sledujících severojižní směr. Vztyčeno je zde minimálně 2239 neopracovaných kamenů, z nichž některé dosahují úctyhodných rozměrů. Největšími jsou Pegas, Gibbon a Gibbon II.

Jednotlivě vztyčené megality
- Menhiry (z gaelštiny: men – kámen, hir – dlouhý) – samostatně vztyčený neotesaný, nebo jen hrubě otesaný kámen. Největší menhir Evropy, Le Grand Menhir Brisé (Velký rozlámaný menhir) u Locmariaqueru v Bretani, nazývaný v gaelštině také jako Er Grah, váží 350 tun a je 21 metrů vysoký.
- Viziry – zvláštní megality, opracované i neopracované, sloužící jako „zaměřovač“ pro určování poloh hvězd, Měsíce nebo Slunce, někdy vztyčené s ohledem na další megalitické formace. Této charakteristice odpovídá Špičácký vizir u Kounova, plánovitě umístěný vzhledem k poloze kounovských řad.

## Funkce

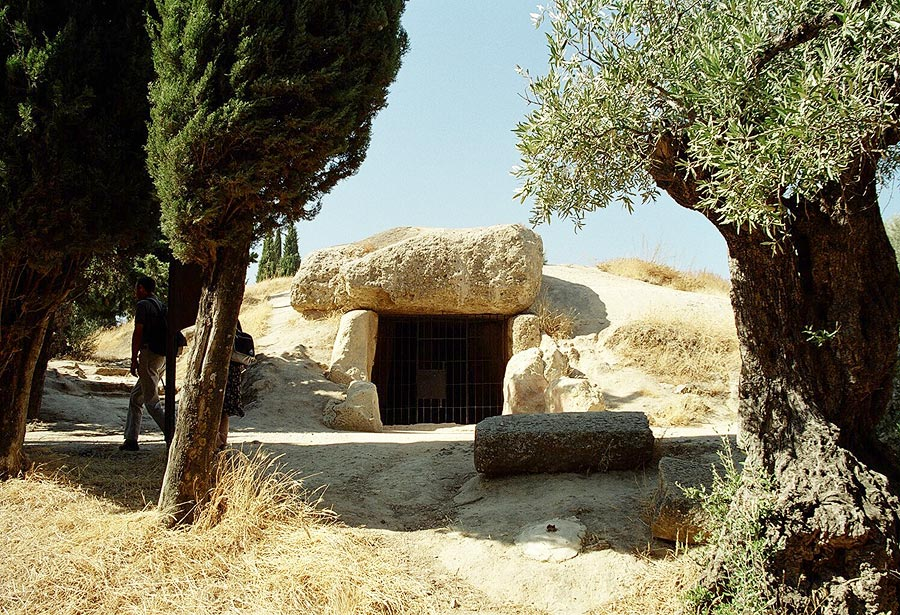
Menga Antequera

Účel megalitických staveb mohl být rozmanitý, od astronomicko-kalendářního po kultovní a pohřební. Komorové megality můžeme chápat jako dobovou obdobu veřejných staveb společensko-kultovního a reprezentativního charakteru. Zároveň mohly sloužit jako zpevňující ideový svorník kolektivního povědomí společenských skupin, roztroušených v určitém teritoriu, ohrožovaném populačními tlaky zvenčí, jakožto svatyně spojené s kultem předků. Některé (např. v Meklenbursku) sloužily pouze jako hroby (někdy se k megalitům řadí hrobové kamenné skříňky) .Vedle toho je téměř jisté, že jiné (např. Newgrange) sloužily také jako kalendář související s hvězdnými konstelacemi a různými polohami Slunce s Měsícem na obloze. Kupříkladu díky průhledům, do nichž svítí slunce správným způsobem jen v určitou denní a roční dobu – východ slunce, rovnodennost, slunovrat.
Tyto funkce megalitů podporovalo i umění, pravděpodobně spojené s kultem. V irských megalitických komorách  se nalezly různé ornamenty, volutové a spirálovité reliéfy, které mohou dokazovat vnímání směrů v prostoru či nebeských těles. Například rozvětvený kříž může být symbolem světových stran, případně slunce, kroužky pak hvězdy a spirály galaxie. Zdvojená spirála do „osmičky“ zase může naznačovat putování slunce na obloze od rovnodennosti k rovnodennosti.  
Účel stavby menhirů, megalitických architrávů a jejich formací je ještě nejasnější než u staveb komorových. Mohly být památníky, observatořemi i kalendáři. Astronomické funkce megalitů zkoumá archeoastronomie. Stavby typu rondelů, henge a kromlechy bývají zpravidla orientovány na světové strany. Objeveny byly ale i nové pohledy na orientaci vzhledem ke Slunci na obzoru s přírodním, či umělým vizírem ve významnou dobu slunovratů a rovnodenností. 

## Vývoj

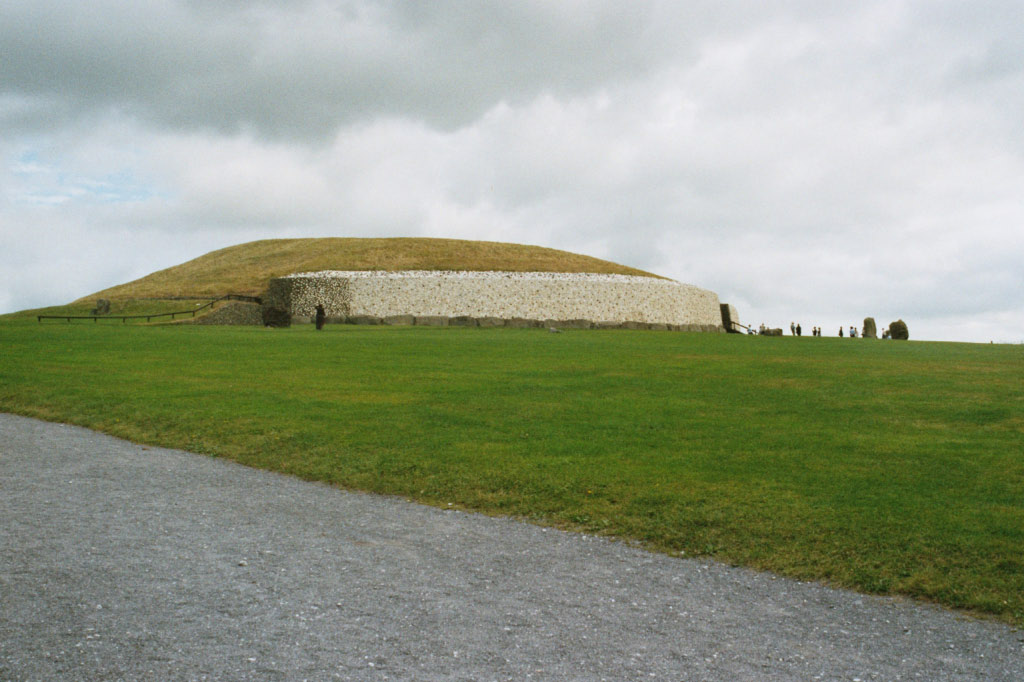
Celkový pohled na mohylový monument Newgrange v Irsku

Vývoj megalitických staveb byl ovlivněn regionem a jeho tradicemi, domovskou kulturou s kultovně rituálními požadavky  i prostředím. Konstrukce i plán megalitických staveb závisí na stavebním materiálu, tradicích daného regionu, případně na kultovně rituálních požadavcích místního obyvatelstva. Postupně vznikaly četné regionální varianty.
Na Pyrenejském poloostrově a v Bretani se nejprve objevil chodbový hrob, na britských ostrovech stojí na počátku portálové dolmeny a dlouhé mohyly (s původně dřevěnou pohřební stavbou), v severní Evropě je nejstarší megalitickou formou dolmen. Megalitické komory bývají zakryté hlinitou, či kamenitou mohylou.
Vývoj vztyčených kamenů a jejich formací začal zřejmě o něco později než vývoj komor a vrcholil v mladším neolitu, kdy se oddělily funkce hrobu a svatyně. Komorovým megalitům v zásadě zůstala jen pohřební funkce, zatímco kamenné kruhy, řady a jednotlivé kameny přejaly úkol posvátného shromaždiště kultu. Jejich další rozvoj nejspíš skončil během doby bronzové, krátce po dokončení posledních megalitických komor, když se rozpadla rodová společnost a konzolidovaly se první kmeny i kmenové svazy. .
V jiných částech světa, kde celé říše žily na úrovni neolitu či eneolitu ještě v 15. století (např.Incká řiše), mohly vznikat megalitické stavby i později 

## Chronologie
Za předchůdce megalitických staveb může být pokládana hrobka magdalénské ženy ze Saint-Germain-de-la-Rivière v kraji Gironde, pocházející z doby kolem 15 000 př. n. l., zakrytá kamennými deskami tvořícími jakýmsi mikrodolmen.

Stavby vznikaly v jednotlivých oblastech pravděpodobně od neolitu, poslední vznikly během doby bronzové, V kontinentální Evropě představuje hlavní období vzniku megalitů 5. až  2. tisíciletí př. n. l. 

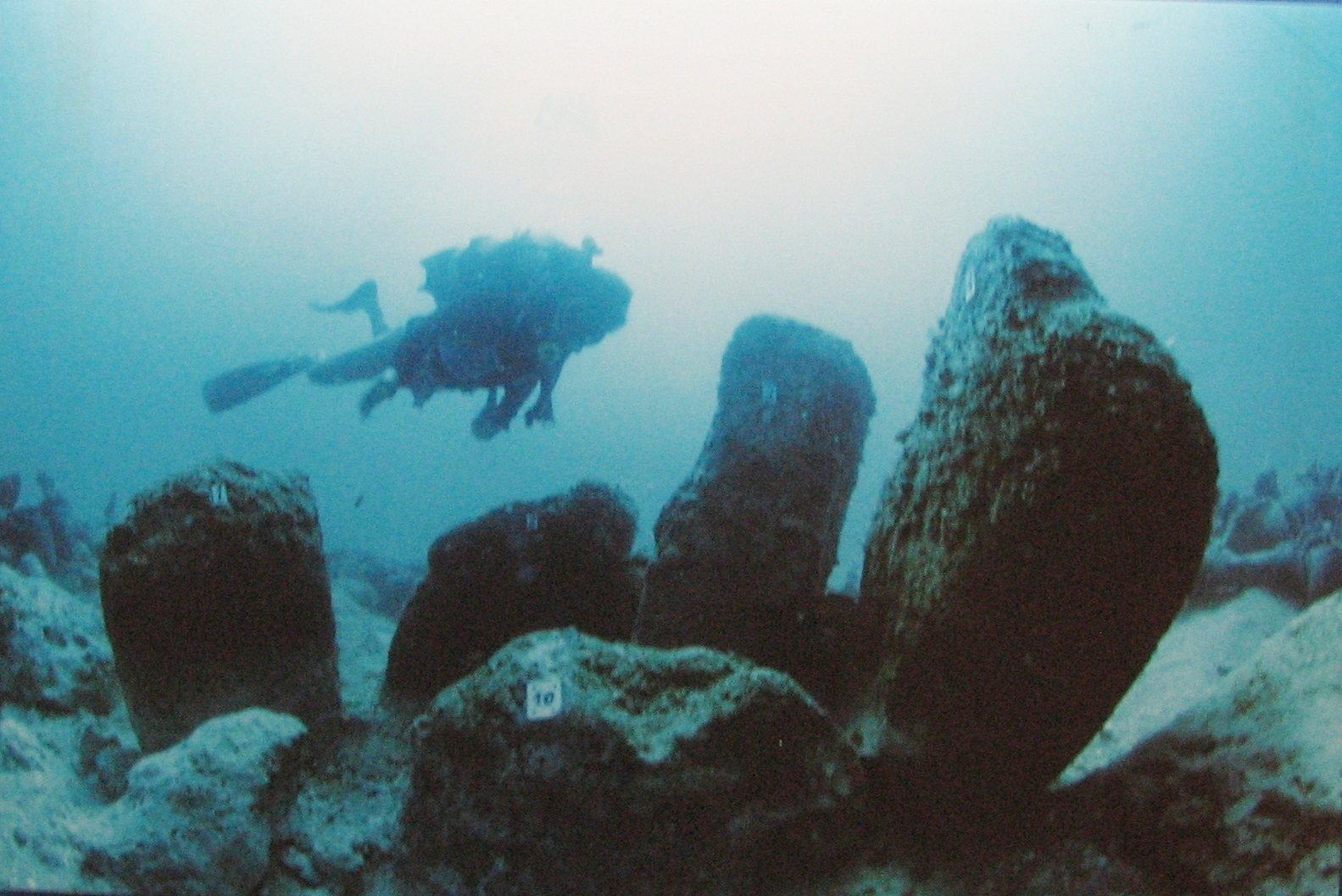
Kameny pod mořskou hladinou v Atlit-Yam

O stáří megalitických památek se vedou spory, protože je obtížné je datovat. Pro Evropu a Středomoří lze zvolit tento hrubý chronologický přehled jejich vzniku, i když novější výzkumy posunují jejich počátky dále do minulosti:
- Turecko, Palestina: 9000–2000 př. n. l.
- Francie, Bretagne: 4500–2000 př. n. l.
- Pyrenejský poloostrov: 4000–2000 př. n. l.
- Irsko, Anglie: 4000–1500 př. n. l.
- Nizozemsko, Německo, Polsko, Skandinávie, Česko: 4000–1000 př. n. l.
- Malta: 4000–2000 př. n. l.
- Korsika: 3000–1000 př. n. l.
- Sardinie: 3000–600 př. n. l.

Zřejmě nejstarší megalitické stavby pocházejí z doby kolem 10 000-9 000 př. n. l. a nacházejí se v Göbekli Tepe v Turecku. U pobřeží Izraele bylo pod vodou nalezeno pravěké sídliště Atlit Yam s megalitickým kruhem ze  7. tisíciletí př. n. l. Z 5. tisíciletí př. n. l. pocházejí megalitické chrámy na Maltě. V kontinentální Evropě patří k nejstarším některé stavby v Bretani.

## Ničení megalitů

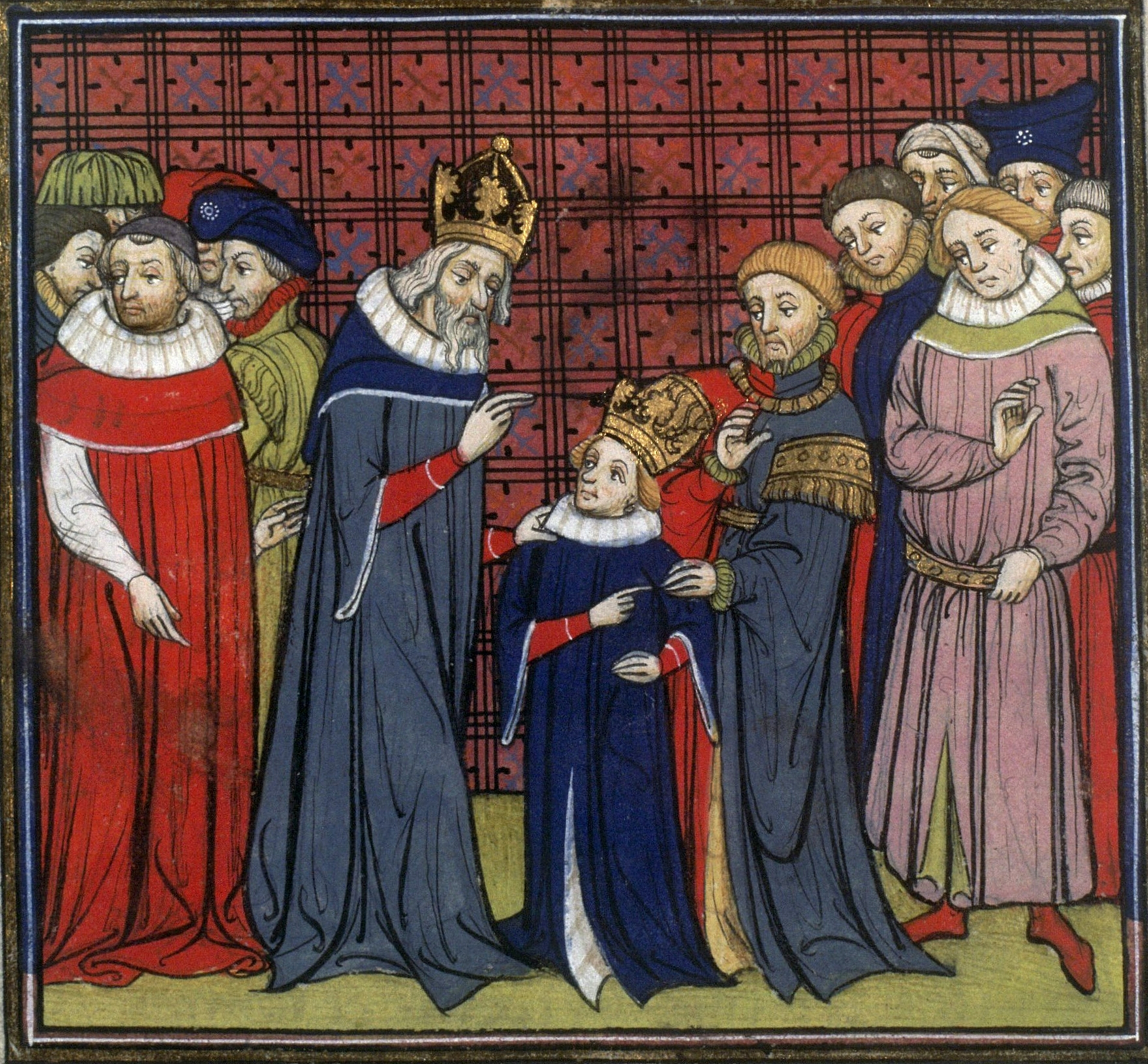
Karel Veliký a jeho syn Ludvík Pobožný

Vzhledem k tomu, že monumentální vztyčené kameny obecný lid často uctíval, později se megality staly trnem v očích katolické církvi a křesťanských panovníků, kteří je spojovali s pohanstvím. Kvůli tomu jich dnes už mnoho nepoznáme.
Například císař západořímské říše Honorius vydal roku 418 nařízení k ničení megalitických památek. V zápisu z církevního koncilu v Arles z roku 452, je ničení megalitů písemně doloženo. Stejně tak koncil v Tours roku 567 nepovoloval vpouštět do kostela osoby podezřelé z uctívání kamenů, a nantský koncil o sto let později, roku 658, nařídil menhiry zakopat do jam. Podobně i Karel Veliký vyjádřil svou nechuť k prehistorickým monumentům a hrozil církevními tresty. V 10. století anglosaský král Edgar nařídil ničení megalitů, podle kronikáře Kosmy dokonce i Břetislav II. v roce 1092. Podobná nařízení panovníků se objevují ještě ve 12. století.
Církev nakonec přišla s mnohem méně bolestivým řešením, v rámci asimilování původních pohanských zvyklostí a rituálů začala na menhiry či další památky umisťovat křesťanské symboly, kříže, ikony či nápisy. V Česku je znám např. menhir v Kvílicích u Kladna, který už od románské doby sloužil jako Boží muka. Mezi lidem začaly také vznikat pověsti o zakletých lidech, zkamenělých provinilcích a podobně.
Později lidé megality využívali jako levný zdroj ke stavbě milníků, či je drtili na štěrk. Některé památky byly zničeny i v poměrně nedávné době, zanikly při stavebních pracích nebo podlehly vandalismu. 

## Současné kulty
V moderní době se megalitické stavby po celém světě staly předmětem různých kultů, jejichž vznik souvisí s reakcí minoritních skupin v západní společnosti na současný svět. Část kořenů mají v okultní a thesofické mytologii nacionálních buditelů v germánském i anglosaském světě, další se hlásí k universalismu hnutí New Age.
Dnes je celkem běžné v době keltských svátků sledovat na místech megalitických památek skupiny vyznavačů tzv. neodruidismu vykonávající zde novodobé rituály. Populární mezi těmito kultisty je experimentálně dosud nepotvrzená teorie morfické rezonance o jakémsi geomantickém energeticko-informačním poli. To má nést veškeré informace o všech předmětech, rostlinách a tvorech, jež se v něm alespoň jednou ocitly a o napojení tohoto pole na obdobné pole vesmíru s tím, že například menhiry jako kamenná akupunktura napichují křížení zhuštěných energetických linií, zvaných anglicky leylines, aby umožnily dostatečně citlivému člověku napojení na toto pole (u nás je zastánce těchto teorií například Aleš Česal).
Další teorie zase tvrdí, že menhiry měly usměrňovat energii statické elektřiny a nabíjet jí pravěkému člověku vodu.
Jiné skupiny předpokládají, že megalitické stavby alespoň zčásti vybudovala blíže nespecifikovaná skupina extraterestriálních inteligentních bytostí, pro což samozřejmě neexistuje žádný relevantní důkaz.

## České megality
Na území Česka se nacházejí pouze kamenné řady (tzv. Kounovské řady u Kounova a na Špičáku) a menší množství vztyčených kamenů, u nichž je však sporné, zda se jedná o menhiry - nejspíš většina z nich pochází z pozdější doby. Nejznámější je Kamenný pastýř u Klobuk. Menhir jménem Zakletá dívka, stojící do roku 1986 u Března, svíral poledníkový směr s menhirem Zakletá panna u Rakovníka. U mnoha tzv. menhirů se soudí, že jsou přírodního původu nebo že jde o pozůstatek středověkého smírčího kamene. Jediný český dolmen, který možná není přírodního původu, je Čertův kámen u Vrkoslavic.